# サウンド・オブ・ミュージック (奥田民生の曲)
「サウンド・オブ・ミュージック」は、2004年4月28日に発売された奥田民生の16枚目のシングル。

## 解説
- O.P.KINGでの活動を経て、前作より1年半ぶりに発表された。
- 今作は当初、レーベルゲートCD2での発売となったが、後にレコード会社のCCCD廃止に伴い、CD-DA版に差し替えられた。
- 上記の理由に伴い、ジャケットのcccdという文字が、差し替え後にはcdに変更された。
- トリビュートアルバム『奥田民生・カバーズ』ではDEPAPEPEがカバーしている（インストゥルメンタル）。

## 収録曲
1. サウンド・オブ・ミュージック (3:06)
（作詞・作曲・編曲：奥田民生）
2. 最後のニュース (4:41)
（作詞・作曲：井上陽水 編曲：奥田民生）
井上陽水のカバー。古くは井上のラジオにゲストで呼ばれたときにギター1本でカバーしたのが最初（井上とはこの時が初対面）で、ライブでも何度かカバーしており満を持してのスタジオ音源化となった。

## 収録アルバム
- LION (#1)
- 記念ライダー2号〜オクダタミオシングルコレクション〜 (#1)
- BETTER SONGS OF THE YEARS (#2)